# Medyka (gmina)
Pour les articles homonymes, voir Medyka.
Medyka [mɛˈdɨka] est une commune rurale de la Voïvodie des Basses-Carpates et du powiat de Przemyśl. Elle s'étend sur 60,7 km² et comptait 6 060 habitants en 2010.
Elle se situe à environ 13 kilomètres à l'est de Przemyśl et à 72 kilomètres à l'est de Rzeszów, la capitale régionale.